# Ilha de patogenicidade
As ilhas de patogenicidade constituem segmentos de DNA inseridos no cromossomo bacteriano, que atribuem uma variedade de caracteristicas de virulência aos microorganismos que a possuem.
Dentre as propriedades conferidas pelas PAIs destacam-se a capacidade de aderir e invadir o epitélio da célula hospedeira, produzir toxinas, captar ferro do meio ambiente e sintetizar o sitema de secreção tipo III, dispositivo molecular que permitem a translocação de moléculas efetoras para o interior da célula hospedeira. A capacidade de adquirir propriedades patogênicas em um unico evento genético permite a evolução, bem como o surgimento de microorganismos patogênicos.